# بلا تار، زمان بعد
بلا تار، زمان بعد یا بلا تار، پس از پایان (به فرانسوی: Béla Tarr, le temps d'après) کتابی از ژاک رانسیر دربارهٔ فیلم‌های بلا تار است که در سال ۲۰۱۳ منتشر شد. این کتاب را رضا خلیلی (نشر نقد فرهنگ) و محمدرضا شیخی (نشر شورآفرین) مستقلاً به فارسی ترجمه کرده‌اند. رضا خلیلی در نقد خود بر ترجمه محمدرضا شیخی، حدود ۹۰ غلط این ترجمه را یادآور شده‌است.